# Naissance en 1436
Naissance
- 1432
- 1433
- 1434
- 1435
- 1436
- 1437
- 1438
- 1439
- 1440

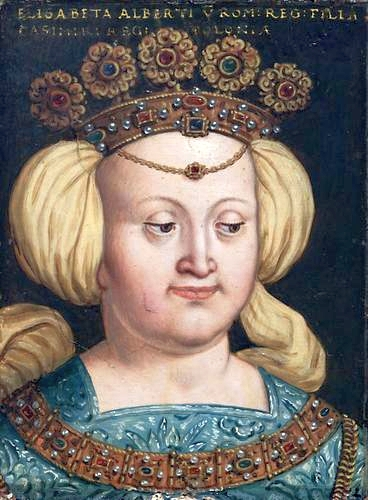
Élisabeth de Habsbourg, née vers 1436.

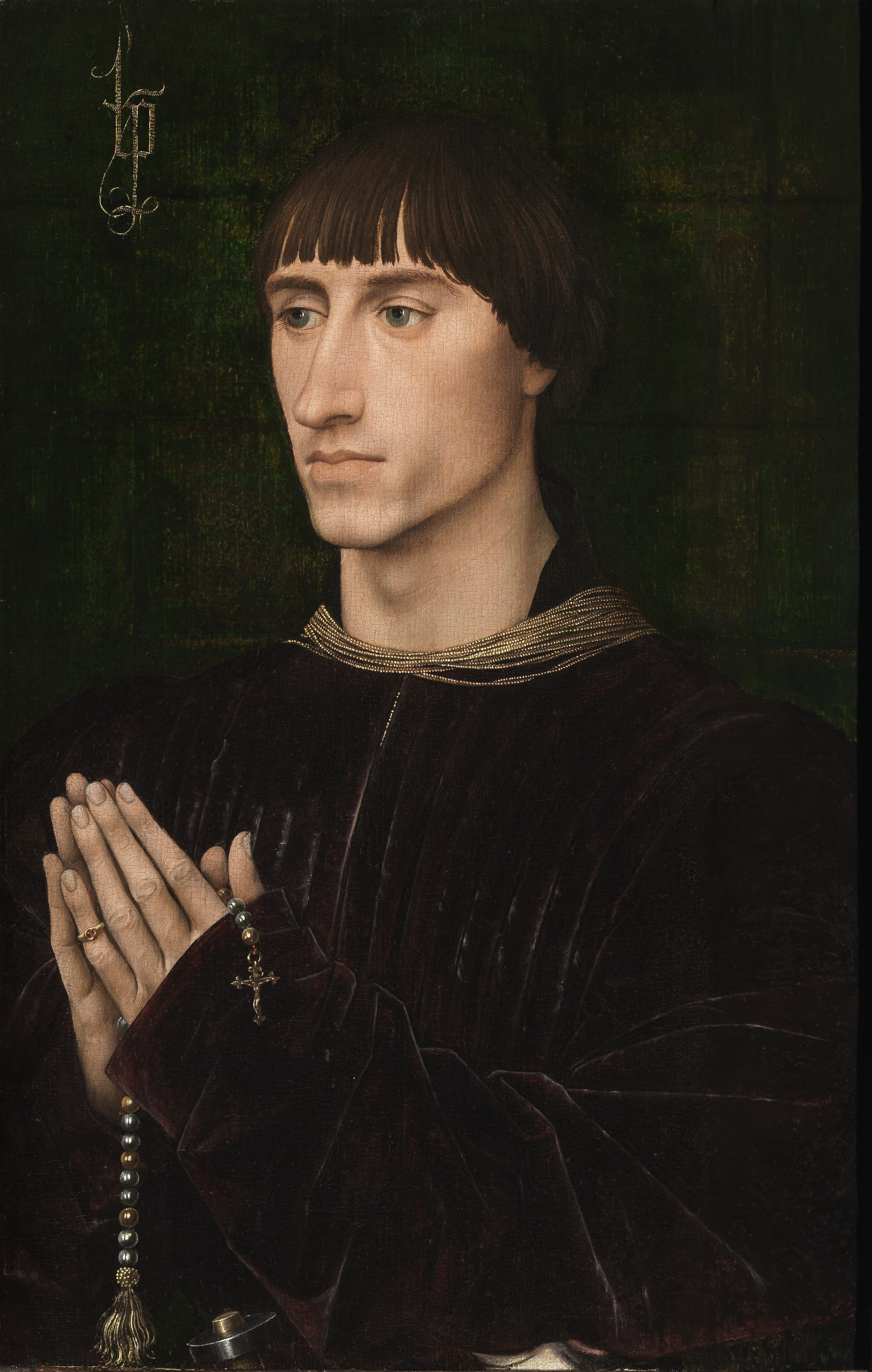
Philippe Ier de Croÿ-Chimay, né en 1436.

Cette page dresse une liste de personnalités nées au cours de l'année 1436  :
- 26 janvier : Henri Beaufort, 2e duc de Somerset, chef militaire important de la Maison de Lancastre au cours de la Guerre des Deux-Roses.
- 6 juin : Regiomontanus, ou Johannes Müller von Königsberg, astronome, mathématicien et astrologue allemand.
- novembre : Philippe Ier de Croÿ-Chimay, comte de Chimay.
- 16 novembre : Leonardo Loredano, 75e doge de Venise, de 1501 à 1521.
- 20 novembre : Françoise de Dinan, gouvernante d’Anne de Bretagne.

- Baccio Baldini, graveur italien.
- Leonardo d'Alagon, dernier marquis d'Oristano.
- Amélie de Saxe, noble allemande.
- Hernando del Pulgar, historiographe de Castille.
- Benvenuto di Giovanni, peintre italien de l'école siennoise.
- Henri Institoris, ou Heinrich Kramer, docteur en théologie, impliqué dans la chasse aux sorcières en tant qu'inquisiteur.
- Francisco Jiménez de Cisneros, cardinal, réformateur religieux et homme d'État espagnol.
- Jean Marre, moine, prieur, vicaire général puis évêque de Condom.
- Marcus Antonius Coccius Sabellicus, historien italien.
- Imagawa Yoshitada, 9e chef du clan Imagawa.

date incertaine (vers 1436)
- Jacques de Croÿ, évêque de Cambrai.
- Élisabeth de Habsbourg, reine de Pologne et grande-duchesse de Lituanie.

## Crédit d'auteurs
- Cet article est partiellement ou en totalité issu de l'article intitulé « 1436 » (voir la liste des auteurs).